# شکستگی جناغ سینه
به شکستگی استخوان جناغ در ناحیه مرکزی قفسه سینه، شکستگی جناغ سینه (انگلیسی: Sternal fracture) گفته می‌شود. این آسیب معمولاً بر اثر ضربه شدید مانند تصادفات رانندگی، احیای قلبی ریوی (CPR) یا بیماری‌های زمینه‌ای رخ می‌دهد. شکستگی جناغ سینه به خودی خود جدی است اما اهمیت اصلی آن به عنوان هشداردهنده‌ای برای آسیب‌های داخلی جدی تر به قلب و شش‌هاست.
شکستگی جناغ سینه تا پیش از اواسط قرن نوزدهم به عنوان آسیبی نادر شناخته می‌شد. گسترش صنعت خودرو و افزایش تصادفات رانندگی در قرن بیستم، شیوع این آسیب را افزایش داد. همچنین با وضع قوانین الزام به استفاده از کمربند ایمنی، موارد شکستگی جناغ سینه بیشتر شده‌است.

## علائم و نشانه‌ها
- تلق تلق استخوان (صدای خرد شدن ناشی از ساییدن انتهای شکسته استخوان به هم)
- درد، حساسیت به لمس، کبودی و تورم در محل شکستگی
- حرکت قابل مشاهده شکستگی هنگام تنفس
- تغییر شکل یا انحراف استخوان
- احساس پله‌ای بودن محل شکستگی هنگام لمس
- علائم آسیب‌های مرتبط مانند ناهنجاری‌های دیده شده در نوار قلب

بیشترین احتمال شکستگی در قسمت‌های بالایی و میانی جناغ سینه وجود دارد، اما شایع‌ترین محل شکستگی، پایین زاویه جناغ سینه است.

## آسیب‌های مرتبط
به دلیل احتمال بالای وجود آسیب‌های شدید همزمان، وجود شکستگی جناغ سینه معمولاً به عنوان نشانه ای برای جستجوی دیگر ضایعات تلقی می‌شود. آسیب‌های قلبی و ریوی شایع‌ترین همراهان شکستگی جناغ سینه هستند. سایر آسیب‌های احتمالی شامل ضربه به عروق خونی قفسه سینه، پارگی ماهیچه قلب، آسیب‌های سر و شکم، سینه قفلی و شکستگی مهره می‌باشد. شکستگی جناغ سینه همچنین ممکن است با شکستگی دنده همراه باشد و به دلیل شدت ضربه، باعث پارگی نایژه‌ها شود. این آسیب‌ها می‌توانند تنفس را مختل کنند. به دلیل وجود آسیب‌های احتمالی دیگر، میزان مرگ و میر ناشی از شکستگی جناغ سینه بالا بوده و حدود ۲۵ تا ۴۵ درصد برآورد شده‌است. با این حال، زمانی که شکستگی تنها آسیب باشد، بهبودی خوبی به همراه دارد.

## علل
- تصادفات رانندگی شایع‌ترین علت شکستگی جناغ سینه است.
- ضربه مستقیم به قفسه سینه در صورت نبستن کمربند ایمنی یا استفاده نادرست از آن.
- خم شدن ناگهانی قفسه سینه بدون برخورد مستقیم.
- احیای قلبی ریوی (CPR) که می‌تواند منجر به شکستگی دنده و جناغ سینه شود.
- بیماری‌های زمینه‌ای که استخوان را ضعیف کرده‌اند و زمینه را برای شکستگی‌های ناشی از فشار کم (شکستگی‌های پاتولوژیک) فراهم می‌کنند.

## تشخیص
در صورت وجود سابقه ضربه به قفسه سینه و علائم شکستگی، عکس رادیوگرافی از قفسه سینه گرفته می‌شود و ممکن است با سی‌تی اسکن پیگیری شود. برای نمایش بهتر شکستگی، عکس رادیوگرافی علاوه بر نمای مستقیم، از نمای جانبی نیز گرفته می‌شود.

## درمان
مدیریت شکستگی جناغ سینه شامل درمان آسیب‌های مرتبط است. افرادی که دچار شکستگی جناغ سینه بدون آسیب‌های دیگر هستند، نیازی به بستری شدن در بیمارستان ندارند. با این حال، به دلیل احتمال بالای آسیب‌های قلبی همراه با شکستگی جناغ سینه، عملکرد قلب با نوار قلب بررسی می‌شود. در موارد بسیار دردناک یا جابجایی شدید استخوان‌ها، ممکن است جراحی برای تثبیت قطعات استخوان انجام شود، اما در بیشتر موارد درمان بر کاهش درد و محدود کردن حرکت متمرکز است. شکستگی ممکن است در تنفس اختلال ایجاد کند و نیاز به لوله‌گذاری در نای و دستگاه تنفس مصنوعی باشد.
در صورت شکستگی ناشی از بیماری زمینه‌ای، علت بیماری بررسی می‌شود. درمان بیماری زمینه‌ای، مانند شیمی‌درمانی در سرطان استخوان، می‌تواند به بهبود درد ناشی از شکستگی جناغ سینه کمک کند.